# Шмитт, Мартин
Мартин Шмитт (нем. Martin Schmitt; род. 19 января 1978, Филлинген-Швеннинген) — известный немецкий прыгун с трамплина, олимпийский чемпион 2002 года в командном первенстве, четырёхкратный чемпион мира, двукратный обладатель Кубка мира.
В кубке мира Мартин Шмитт дебютировал в 1997 году, в ноябре 1998 года одержал свою первую победу на этапе Кубка мира. Всего на имеет 30 побед на этапах Кубка мира, из них две в командных соревнованиях и 28 в личных. По количеству личных побед на этапах Кубка мира уступает лишь пяти спортсменам за всю историю. Дважды, в сезонах 1998-99 и 1999-00, выигрывал общий зачёт Кубка мира.
На Олимпиаде-1998 в Нагано завоевал серебро в командных соревнованиях, в личных дисциплинах показал следующие результаты: нормальный трамплин — 19-е место, большой трамплин — 14-е место.
На Олимпиаде-2002 в Солт-Лейк-Сити где завоевал золото в командных соревнованиях, в личных дисциплинах показал следующие результаты: нормальный трамплин — 7-е место, большой трамплин — 10-е место.
Принимал участие в Олимпиаде-2006 в Турине, где был 4-м в команде и 19-м на большом трамплине.
На Олимпиаде-2010 в Ванкувере стартовал во всех трёх дисциплинах, завоевал серебряную медаль — в командных соревнованиях, в личных видах показал следующие результаты: нормальный трамплин — 10-е место, большой трамплин — 30-е место.
В январе 2014 года Мартин сообщил о том, что закончил карьеру спортсмена. За свою карьеру участвовал в семи Чемпионатах мира, на которых завоевал четыре золотых, три серебряных и две бронзовых медали.
Использовал лыжи производства фирмы Fischer.
С 2014 года является экспертом телеканала Eurosport.